# Karl Lindahl
Karl Fritz Lindahl (26 settembre 1890 – 29 giugno 1960) è stato un ginnasta svedese.

## Palmarès

### Olimpiadi
- 1 medaglia:
  - 1 oro (Anversa 1920 nel concorso svedese a squadre)